# Ybyturuzu nationalpark
Ybyturuzu nationalpark är en nationalpark i departementet Guairá i Paraguay.
Sedan 5 oktober 1993 är nationalparken uppsatt på Paraguays tentativa världsarvslista.